# Hemistola simplex
Hemistola veneta, en chino tradicional, 紅緣無繮青尺蛾; literalmente, ‘"polilla verde de margen rojo"’, es una especie de polillas perteneciente a la familia Geometridae, descrita por primera vez por el lepidopterólogo inglés William Warren en 1899. Se distribuye con endemismo en la isla de Taiwán.

## Descripción
Es una polilla mediana, con una envergadura de aproximadamente 32 milímetros (1,3 plg). Las antenas de ambos sexos son finamente dentadas. El cuerpo y las alas son de color verde azulado. Las alas anteriores son triangulares con ángulos pronunciados en el ápice, y las líneas medias anterior y posterior son onduladas y blancas. Las alas posteriores también tienen una línea media ondulada blanquecina. Los márgenes exteriores de ambas alas son blancos y peludos, con escamas rojas en los extremos de las venas.

### Especies similares
Se asemeja a la polilla Hemistola orbiculosa, pero esta última es más aguamarina y presenta lóbulos ventrales circulares blancos distintivos en las alas anteriores. Tiene parecido con otra especie de la región, H. kezukai.

## Distribución
La especie fue descrita originalmente en Taiwán y registrada recientemente en China. En la población taiwanesa, los adultos vuelan de junio a septiembre. La polilla es común en bosques latifolios secundarios y primarios en elevaciones bajas y medias (50 a 2100 m).